# Tshaggaltshokka
Tshaggaltshokka är en kulle i Finland. Den ligger i Utsjoki kommun i landskapet Lappland, i den norra delen av landet, 1 100 km norr om huvudstaden Helsingfors. Toppen på Tshaggaltshokka är 372 meter över havet, eller 157 meter över den omgivande terrängen. Bredden vid basen är 2,6 km.
Terrängen runt Tshaggaltshokka är kuperad västerut, men österut är den platt.  Trakten runt Tshaggaltshokka är nära nog obefolkad, med mindre än två invånare per kvadratkilometer. Närmaste större samhälle är Utsjoki by, 9,2 km norr om Tshaggaltshokka. Omgivningarna runt Tshaggaltshokka är i huvudsak ett öppet busklandskap.